# Hora del te

El te de la tarda a l'estil tradicional anglès, amb scones de panses de Corint, crema de Devonshire i lemon curd.

L'hora del te (en referència al menjar, en lloc de la beguda) s'ha utilitzat durant molt de temps com a paraigua per a diversos àpats. Isabella Beeton, els llibres sobre economia domèstica de la qual es van llegir àmpliament al segle xix, descriu tes de tarda de diversos tipus i ofereix menús per al "te antic", el "te a casa", el "te familiar" i el sopar lleuger. L'hora del te és el moment en què se sol prendre el te, que és de tarda a primera hora del vespre, sent l'equivalent al berenar. El te com a àpat s'associa amb el Regne Unit, Irlanda i alguns països de la Commonwealth. Algunes persones a Gran Bretanya es refereixen al seu sopar principal com a "te" en lloc de "sopar". Aquest article es refereix als diversos tipus de menjars secundaris, més lleugers, anomenats "te".
Com a àpat secundari, el moment del te ha anat canviant amb el pas del temps en resposta a la posposició del sopar principal. Fins a finals del segle xviii es menjava en el que ara anomenem "dinar" o a primera hora de la tarda; el sopar va ser un àpat més tardenc i més lleuger. Poc a poc, el sopar va començar a migrar, enmig de moltes controvèrsies, fins que cap al 1900 va arribar al moment actual al vespre. Els primers àpats de "te" sovint es feien a primera hora del vespre, unes tres o quatre hores després del sopar, o fins i tot després, després de sopar i abans de dormir. El filòsof Thomas Carlyle i la seva dona convidaven els seus invitats a les set de la tarda als seus tes a la dècada de 1850, tot i que el te de la tarda abans del sopar també s'estava establint en aquest moment.
Els ingredients més habituals d'un te lleuger són el mateix te, amb pastissos, galetes o pastes (especialment scones), pa i melmelada, i potser entrepans; Aquests són els ingredients dels àpats de "te tradicional de la tarda" que ofereixen els cars hotels de Londres. Però pot haver-hi altres tipus de begudes i menjars que s'ofereixen o es mengen a casa. But there may be other types of both drink and food offered or eaten at home.